# Agyfürkészők II: Az új rend
Az Agyfürkészők II: Az új rend (eredeti cím: Scanners II: The New Order) egy 1991-ben készült színes, kanadai horrorfilm,az 1981-es Agyfürkészők című film folytatása. A filmet Christian Duguay rendezte B.J. Nelson forgatókönyvéből, a történet pedig egy képességeit frissen felfedezett agyfürkészről szól, aki egy rendőrparancsnokkal és a neki dolgozó agyfürkészekkel kerül összetűzésbe. A főszereplők közt megtalálható David Hewlett, Deborah Raffin, Yvan Ponton és Isabelle Mejias.
A filmet az Kanadában 1991. május 3-án jelent meg házimozis forgalmazásban, Magyarországon a Video 2000 Kft. adta ki VHS-en 1992-ben.

## Cselekmény
David Kellum egy fiatal állatorvosgyakornok, aki egyik órája közben jön rá, hogy képes belelátni mások tudatába és akár irányítani is őket. Egyik nap egy fegyveres rablás közben végez az elrablóval úgy, hogy felrobbantja annak agyát. Davidet ekkor felkeresi John Forrester rendőrparancsnok, aki elmondja neki, hogy David egy agyfürkész, és rengeteg hozzá hasonló ember van a világon. Forrester David segítségét kéri, hogy együtt olyan bűnözőket fogjanak el, akik mindig kicsúsznak a rendőrök markai közül.
David ezzel úgy érzi, hogy értelmes dologra használja a képességeit, egészen míg Forrester arra nem kéri, hogy manipulálja a polgármestert a saját rendőrkapitányi kinevezését elintézve. Forrester azt ígéri, hogy így teljesen felszámolhatják a bűnözést, ám David ellene fordul. A fiú így menekülésre kényszerül a parancsnok és segítője, a szintén agyfürkész Peter Drak elöl, miközben szép lassan rájön a családjában rejlő titkokra.

## Szereplők
| Színész            | Szerep                    | Magyar hang |
| ------------------ | ------------------------- | ----------- |
| David Hewlett      | David Kellum              |             |
| Deborah Raffin     | Julie Vale                |             |
| Yvan Ponton        | John Forrester parancsnok |             |
| Isabelle Mejias    | Alice Leonardo            |             |
| Tom Butler         | Dr. Morse                 |             |
| Raoul Max Trujillo | Peter Drak                |             |
| Vlasta Vrana       | Gelson hadnagy            |             |